# 김현식 3집
《김현식 Ⅲ》는 대한민국의 가수 김현식의 정규 3집 음반이다. 김현식이 김종진, 전태관, 유재하, 장기호와 함께 "김현식과 봄여름가을겨울"이라는 이름으로 발표한 음반이다. 수록곡인 〈비처럼 음악처럼〉을 비롯해 음반 전체가 대중적인 인기를 얻었다. 〈가리워진 길〉은 유재하가 작곡했던 곡으로 1987년 유재하의 《사랑하기 때문에》 음반에 재수록되었다. 1991년 CD로 재발매되었다.

## 수록곡
| #             | 제목                | 작사·작곡     | 재생 시간 |
| ------------- | ------------------- | ------------- | --------- |
| 1.            | 〈빗속의 연가〉     | 김현식        | 4:04      |
| 2.            | 〈가리워진 길〉     | 유재하        | 3:34      |
| 3.            | 〈슬퍼하지 말아요〉 | 김현식        | 4:09      |
| 4.            | 〈비오는 어느저녁〉 | 박동률        | 4:15      |
| 5.            | 〈우리 이제〉       | 김현식        | 4:06      |
| 6.            | 〈떠나가 버렸네〉   | 김현식        | 3:25      |
| 총 재생 시간: | 총 재생 시간:       | 총 재생 시간: | 23:33     |

| #             | 제목                            | 작사·작곡     | 재생 시간 |
| ------------- | ------------------------------- | ------------- | --------- |
| 1.            | 〈비처럼 음악처럼〉             | 박성식        | 4:38      |
| 2.            | 〈그대와 단둘이서〉             | 장기호        | 3:42      |
| 3.            | 〈눈내리던 겨울밤〉             | 김현식        | 4:49      |
| 4.            | 〈쓸쓸한 오후〉                 | 김종진        | 3:28      |
| 5.            | 〈우리 이제〉 (하모니카 연주곡) |               | 4:07      |
| 6.            | 〈고향의 봄〉                   |               |           |
| 총 재생 시간: | 총 재생 시간:                   | 총 재생 시간: | 20:44     |